# Miserentissimus Redemptor
Miserentissimus Redemptor (Premilosrdni Otkupitelj) enciklika je pape Pija XI. objavljena 8. svibnja 1928. na blagdan Srca Isusova. Nadovezuje se na encikliku pape Leona XIII. Annum sacrum (Svetu godinu) te u njoj papa Pio XI. teološki obrađuje značenje Presvetoga Srca u povijesti spasenja te još jednom potvrđuje valjanost Isusovih poruka sv. Margareti Alacoque.
Teološki značaj Presvetoga Srca na temeljima ove enciklike obrađuje i Pio XII. u svojoj enciklici Haurietas aquas (Zahvatit će te vode) 1956., na koju je tri godine kasnije u Rimu objavljeno 1400 stranica komentara s bogoslovnog i pastoralnog motrišta naslova Cor Jesu (Srce Isusovo).

## Vanjske poveznice
- Mrežno izdanje enciklike na stranicama Svete Stolice